# Drosera viridis
Drosera viridis är en sileshårsväxtart som beskrevs av Rivadavia. Drosera viridis ingår i släktet sileshår, och familjen sileshårsväxter. Inga underarter finns listade i Catalogue of Life.